# Shigeki Murakami
Pour les articles homonymes, voir Murakami.
Shigeki Murakami (村上 茂樹, Murakami Shigeki, né dans la Préfecture de Shiga en 1962) est un agronome japonais, ainsi qu'un astronome amateur.

## Biographie
Shigeki Murakami ne doit pas être confondu avec l'astronome japonais Tadayoshi Murakami (en l'honneur de qui l'astéroïde (3295) Murakami a été nommé) ou avec d'autres homonymes japonais ou non japonais. Shigeki Murakami est de par sa profession chercheur dans l'industrie forestière et a pour hobby l'observation et la chasse aux comètes : il a  découvert les comètes C/2002 E2 (Snyder-Murakami) et la comète périodique 332P/Ikeya-Murakami.

## Récompenses
Murakami a reçu le prix Edgar-Wilson en 2002 pour la codécouverte de la comète C/2002 E2 Snyder-Murakami, le prix OAA en 2002 et le prix ASJ en 2003.
En son honneur l'astéroïde 1998 KB5 a été nommé (24981) Shigekimurakami.